# Europäisches Instrument für Demokratie und Menschenrechte
Das Europäische Instrument für Demokratie und Menschenrechte (EIDMR) ist ein seit 2006 bestehendes thematisches Programm der Europäischen Union zur weltweiten Förderung der Demokratie und Menschenrechte. Es ersetzt und baut auf einer Europäischen Initiative (2000–2006) auf.

## Ziel der Förderungen
EIDMR hat als thematisches Instrument der Europäischen Union einen breiten Handlungsspielraum. Das Ziel ist die Unterstützung und die Förderung der Demokratie und der Menschenrechte in Drittländern.
Wichtigste Ziele des EIDMR sind:
- Verbesserung der Achtung der Menschenrechte und Grundfreiheiten in Ländern und Regionen, in denen sie am meisten gefährdet sind;
- Stärkung der Rolle der Zivilgesellschaft bei der Förderung der Menschenrechte und demokratischer Reformen, bei der Unterstützung der friedlichen Beilegung von Konflikten zwischen Gruppeninteressen und der Verbesserung der politischen Partizipation und Repräsentation;
- Unterstützung von Maßnahmen die in EU-Richtlinien geregelt sind, wie z. B. Dialog über Menschenrechte, Menschenrechtsverteidiger, die Todesstrafe, der Folter, Kinder und bewaffnete Konflikte, Gewalt gegen Frauen[3] etc.;
- Unterstützung und Stärkung des internationalen und regionalen Rahmens für den Schutz von Menschenrechten, Gerechtigkeit, Rechtsstaatlichkeit und die Förderung der Demokratie;
- Vertrauensbildung und Stärkung der Zuverlässigkeit und Transparenz der demokratischen Wahlprozesse, insbesondere durch die Überwachung von Wahlprozessen.

## Zweck der Förderungen
Die EIDMR dient dazu, um in Zivilgesellschaften eine wirksame Kraft für die politische Reform und Verteidigung der Menschenrechte zu schaffen bzw. zu erhalten. Dabei werden die Förderungen ohne Zustimmung der Regierung des entsprechenden Staates gewährt, sondern direkt an die lokalen Organisationen und Einzelpersonen der Zivilgesellschaft. Dies ist insbesondere wichtig, um für diese Organisationen die Unabhängigkeit von staatlichen Behörden zu erhalten. Das EIDMR-Instrument gewährt Förderungen auch dann, wenn keine Entwicklungszusammenarbeit besteht.
Die Hilfe im Rahmen der EIDMR kann folgende Förderungen umfassen:
- Projekte und Programme,
- Zuschüsse für von der Zivilgesellschaft und / oder internationale / zwischenstaatlichen Organisationen eingereicht finanzieren Projekte
- geringe Zuschüsse für Menschenrechtsverteidiger,
- Zuschüsse zu den Betriebskosten des Büros des UN-Hochkommissars für Menschenrechte und des Europäischen Interuniversitären Zentrums für Menschenrechte und Demokratisierung (EIUC)
- personellen und materiellen Ressourcen für die EU-Wahlbeobachtungsmissionen
- öffentliche Aufträge.

## Partner und Mittelumfang des EIDMR
EIDMR-Partner sind zu 90 % Organisationen der Zivilgesellschaft und 10 % internationalen Organisationen (IO). In den Jahren 2009–2010 wurden mehr als 900 Organisationen der Zivilgesellschaft mit mehr als EURO 240 Millionen finanziert.
Die EIDMR-Mittel betrugen für den Zeitraum 2007 bis 2013 EURO 1.104.000.000 (EURO 157 Millionen pro Jahr einschließlich der Kosten für die Wahlbeobachtung). EIDMR finanziert mehr als 1200 Projekte in über 100 Ländern.

### Förderungswerber
Folgende Unternehmen können EIDMR-Mittel in Abhängigkeit von den spezifischen Zielen der einzelnen Aktionen oder Anforderung erlangen:
- Organisationen der Zivilgesellschaft;
- öffentliche und private Organisationen ohne Gewinnabsicht;
- nationale, regionale und internationale parlamentarische Einrichtungen, wenn die geplante Maßnahme nicht mit einem anderen Instrument der EU finanziert wird;
- internationale und regionale zwischenstaatliche Organisationen;
- natürliche Personen, wenn die Hilfe für die Erreichung der Ziele des EIDMR erforderlich ist (z. B. Menschenrechtsverteidiger).

### Menschenrechtsverteidiger
Für Menschenrechtsverteidiger stehen bis 2018 EU-Mittel in Höhe von EURO 15 Millionen zusätzlich zur Verfügung. Dieser Betrag wird von der EU zur kontinuierlichen Unterstützung für Menschenrechtsverteidiger über den Rahmen des EIDMR hinaus bereitgestellt. Seit 2007 erhielten Menschenrechtsverteidiger in aller Welt im Rahmen des EIDMR insgesamt EURO 200 Millionen an Unterstützung.